# ياسمين نيار
ياسمين نيار ((بالإنجليزية: Yasmine Nayar)‏) مغنية جزائرية، بدأت مشوارها الموسيقى في سن مبكرة، في عام 2016 أطلقت أول عمل غنائي لها بعنوان  بشويش  و في نفس العام أطلقت ايش ابش  .

## أغاني منفردة
- بشويش 2016
- ايش ايش 2016

## كليباتها
- بشويش 2003